# 김수미산
김수미산(金須彌山, ?~?)는 신라의 관리이다.

## 생애
사찬 관등의 신라 귀족인 그는 670년에 문무왕의 명에 따라 고구려 유민 안승(安勝)을 고구려왕에 책봉했다.